# Hansjakob Becker
Hansjakob Becker (* 29. Oktober 1938 in Essen; † 16. Juni 2021) war ein deutscher römisch-katholischer Theologe und Professor für Liturgiewissenschaft und Homiletik.

## Leben
Hansjakob Becker, Sohn von Käthe und Jakob Becker, war katholisch und studierte nach seinem 1957 in Saarbrücken abgelegten Abitur Philosophie und Theologie an der Dominikanerhochschule in Walberberg und ab 1960 an der Ludwig-Maximilians-Universität München (LMU). Er war als Assistent am Seminar für Liturgiewissenschaft der LMU München tätig. 1966 heiratete er Rosa Danner. 1969 wurde er bei Walter Dürig mit einer Dissertation über die Liturgie der Kartäuser zum Dr. theol. promoviert. Ab 1969 studierte er Lateinische Philologie des Mittelalters und Paläographie, Musikwissenschaft sowie Kunstgeschichte an der LMU und wurde 1975 bei Bernhard Bischoff zum Dr. phil. promoviert. Er lehrte an der Universität München und der Musikhochschule München. 1977 habilitierte er sich im Fach Liturgiewissenschaft.
Von 1977 bis zu seiner Emeritierung im Jahr 2004 hatte er den Lehrstuhl für Liturgiewissenschaft und Homiletik der Johannes Gutenberg-Universität Mainz inne.
Schwerpunkte seiner wissenschaftlichen interdisziplinären und ökumenisch ausgerichteten Arbeit waren Sterbe- und Begräbnisliturgie, Perikopenforschung, Mittelalterliche Liturgie und Mönchtum (besonders Kartause), Gregorianik und Kirchenlied, Christliche Liturgie und säkulare Riten sowie Liturgie und Raum.
Seine Forschungen zu mittelalterlichen Ordensliturgien, speziell der Kartause, sowie zur mittelalterlichen Hymnodie und zum Deutschen Kirchenlied führten zur Mitgliedschaft im „Centre de Recherches et d’Études de Spiritualité Cartusienne“. Er war Mitherausgeber einer dreibändigen Geschichte des Kartäuserordens Histoire de l’Ordre des Chartreux.
Er gründete Anfang der 1990er-Jahre mit dem Germanisten Hermann Kurzke das „Gesangbucharchiv“ und engagierte sich im Graduiertenkolleg „Geistliches Lied und Kirchenlied interdisziplinär“ der Deutschen Forschungsgemeinschaft.
Hansjakob Becker war Sänger in der Capella Antiqua München von Konrad Ruhland und beteiligt an mehreren Schallplattenproduktionen. Er veröffentlichte eine Schallplattenserie Gregorianische Gesänge. Seit 1978 findet die von ihm begründete adventliche Vigil in der Augustinerkirche in Mainz statt.

## Veröffentlichungen (Auswahl)
- Die Responsorien des Kartäuserbreviers. 1971.
- Die Tonale Guigos I. 1975.
- Liturgie und Dichtung. Ein interdisziplinäres Kompendium. 1982.
- mit Anne-Madeleine Plum: Die Wolke. Zeugen christlicher Gotteserfahrung. Gebete für jeden Tag. Messner Medien, Rheinbach 2020.